# Commanderie de Mesnil-Saint-Loup
La présence des Templiers est attestée dès le milieu du XIIe siècle dans l'ancienne seigneurie de  Mesnil-Saint-Loup. Au siècle suivant, on trouve mention de la maison du Temple de Mesnil-Saint-Loup qui à la suite du procès de l'ordre du Temple deviendra une possession des Hospitaliers.

## Description géographique
À proximité de l'église de la commune, la chapelle dite « des Templiers » et le lieu-dit « le cloître »

## État
Il ne subsiste de l'ancienne église que le chœur et à la sacristie. Le lieu-dit « le cloître » correspondant à l'emplacement supposé des bâtiments de cette ancienne commanderie.

## Histoire
Peu d'informations au sujet de ce lieu si ce n'est que l'implantation de l'ordre du Temple débute vers 1143 avec un don d'un dénommé « Drogon Strabo », issu de la famille de Villemaur, aux Templiers de Coulours[réf. à confirmer]. On trouve ensuite une charte datée de 1207-1208 qui mentionne un don aux Templiers de Mesnil-Saint-Loup dans cette seigneurie et des droits sur un moulin situé à Provins, et quelques mentions dans les pièces du procès de l'Ordre. À l'époque des Hospitaliers, cette maison dépendait de la commanderie de Coulours et fut détruite au début du XVe siècle.

## Sources
- Charles-Jean-Melchior de Vogüé, Revue de l'Orient latin, vol. VI., Paris, Ernest Leroux, 1898 (réimpr. 1964) (ISSN 2017-716X, lire en ligne), p. 197, lire la page
- Eugène Mannier, Ordre de Malte : Les commanderies du grand-prieuré de France d'après les documents inédits conservés aux Archives nationales à Paris, Aubry & Dumoulin, 1872, 808 p. (lire en ligne), p. 323-324
- Victor Carrière, « Cartulaire de Provins », dans Bulletin de la conférence d'histoire et d'archéologie du diocèse de Meaux, 1904-1908, p. 288, lire en ligne sur Gallica